# Texas Tyrants 2021
Questa voce raccoglie le informazioni riguardanti i Texas Tyrants nelle competizioni ufficiali della stagione 2021.

## Stagione
I Texas Tyrants partecipano al loro primo campionato NVA, classificandosi al secondo posto nell'American Conference: partecipano quindi ai play-off scudetto, dove vengono eliminati ai quarti di finale dagli OC Stunners.

## Organigramma societario
Area direttiva
- Presidente: Gianluca Grasso

Area tecnica
- Allenatore: Mauro Grasso

## Rosa
| N° | Nome             | Ruolo | Data di nascita   | Nazionalità sportiva |
| -- | ---------------- | ----- | ----------------- | -------------------- |
| 1  | Anthony Robinson | C     | 10 novembre 1991  | Stati Uniti          |
| 2  | Zakir Pasha      | C     | 6 dicembre 1995   | Stati Uniti          |
| 3  | Gabriel Quiñones | P     | 20 ottobre 1994   | Stati Uniti          |
| 5  | Felipe Nogueira  | S     | -                 | Brasile              |
| 8  | Jonathan León    | L     | -                 | Messico              |
| 9  | Gianluca Grasso  | S     | 3 dicembre 1995   | Porto Rico           |
| 11 | Isaiah Acfalle   | P     | 14 settembre 1994 | Stati Uniti          |
| 14 | Arnel de Jesús   | C     | 30 luglio 1990    | Porto Rico           |
| 15 | Ryan Maune       | C     | 9 luglio 1994     | Stati Uniti          |
| 16 | Daniel Jacobs    | O     | 7 agosto 1995     | Stati Uniti          |
| 17 | Timothy Johnson  | O     | 17 gennaio 1997   | Stati Uniti          |
| 22 | Austen Lovett    | C     | 26 settembre 1995 | Stati Uniti          |
| 27 | Clinton Rilveria | L     | 21 agosto 1993    | Stati Uniti          |

## Statistiche

### Statistiche di squadra
| Competizione | Punti | In casa | In casa | In casa | In trasferta | In trasferta | In trasferta | Totale | Totale | Totale |
| Competizione | Punti | G       | V       | P       | G            | V            | P            | G      | V      | P      |
| ------------ | ----- | ------- | ------- | ------- | ------------ | ------------ | ------------ | ------ | ------ | ------ |
| NVA          | 19    | 0       | 0       | 0       | 0            | 0            | 0            | 10     | 7      | 3      |
| Totale       | -     | 0       | 0       | 0       | 0            | 0            | 0            | 10     | 7      | 3      |

G = partite giocate; V = partite vinte; P = partite perse